# Lieselore Curländer
Lieselore Curländer (* 1956 in Schnathorst) ist eine deutsche Kommunalpolitikerin der CDU und war von 2003 bis 2009 Landrätin des ostwestfälischen Kreises Herford.

## Ausbildung und Beruf
Curländer hat eine Juristenausbildung mit dem Schwerpunkt Zivilrechtspflege an der Universität Bielefeld absolviert und 1982 mit dem 2. Juristischen Staatsexamen abgeschlossen. Danach war sie in einer Anwaltskanzlei mit dem Schwerpunkt Arbeits- und Gesellschaftsrecht tätig. Nach zwei Jahren Tätigkeit trat sie bei der Finanzverwaltung des Landes Nordrhein-Westfalen in den öffentlichen Dienst ein und absolvierte einen Aufbaustudiengang an der Bundesfinanzakademie. Nach einer Station im Finanzamt Münster-Innenstadt, wechselte sie als Leiterin des Rechtsamtes 1986 zur Stadt Herford, ab 1992 war sie dann Leiterin des Amtes für Umwelt, Recht und Bauverwaltung und war gleichzeitig Datenschutzbeauftragte der Stadt Herford. Ab 1996 leitete sie den Fachbereich Recht und Ordnung.

## Politik
1999 trat sie ihr Amt als erste direkt gewählte Bürgermeisterin der Stadt Vlotho an. Sie wurde 2003 mit 52,29 % der Stimmen zur Landrätin des Kreises Herford gewählt, damit war sie die erste Frau an die Spitze des Kreises. Dieses Amt übte sie bis 2009 aus. Zur Kommunalwahl 2009 verzichtete sie auf eine erneute Kandidatur. Ihr unmittelbarer Nachfolger wurde Christian Manz (CDU).

## Privates
Curländer ist verheiratet, hat drei Kinder und wohnt in Rahden.